# 江声 (清朝)
江聲（1721年—1799年），字鯨濤、又字叔澐，號艮庭，江蘇蘇州府元和縣人，清朝經學家、書法家。

## 生平
自小研究《尚書》，乾隆十九年（1754年）師從惠棟，尊崇漢儒經說，長於旁搜博引。好《說文解字》，與人書信均用篆書。嘉慶四年（1799年）卒。

## 著作
著有《尚書集注音疏》十二卷，附《補誼》九條、《識偽字》一條，前後《述外編》一卷。

## 家族
孫江沅（字子蘭，號鐵君、韜菴），嘉慶十二年（1807年）丁卯科優貢生。

## 延伸阅读
[在维基数据编辑]
 《清史稿/卷481》，出自趙爾巽《清史稿》